# General Punctuation
General Punctuation è un blocco Unicode. È costituito dai 111 caratteri compresi nell'intervallo U+2000-U+206F.
Contiene diversi caratteri spazio, di controllo, lineette, virgolette e segni di punteggiatura. Presenta inoltre alcuni operatori invisibili e due emoji.

## Tabella compatta di caratteri

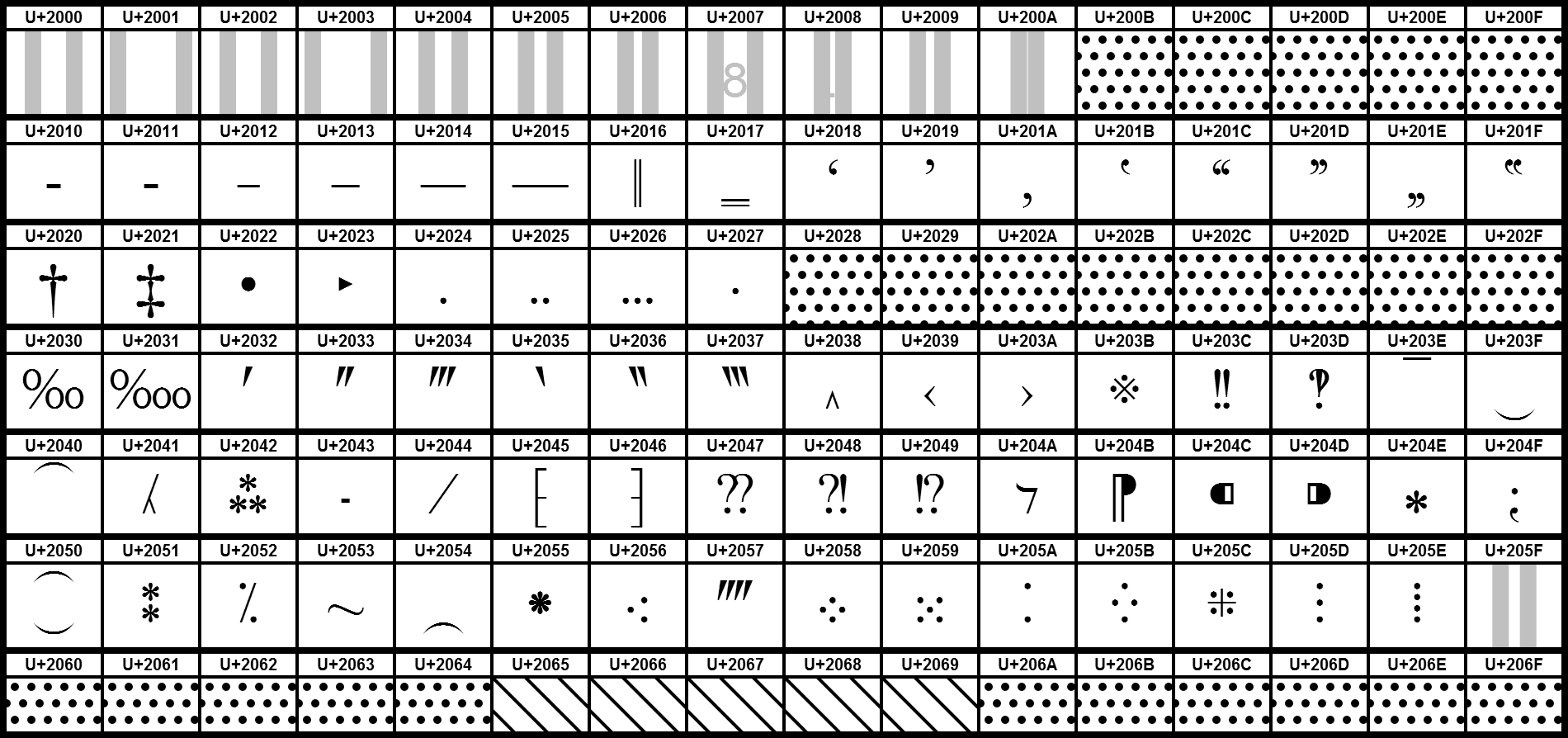
General Punctuation

|     | 0     | 1     | 2     | 3     | 4      | 5      | 6      | 7    | 8     | 9     | A    | B     | C     | D     | E     | F      |
| --- | ----- | ----- | ----- | ----- | ------ | ------ | ------ | ---- | ----- | ----- | ---- | ----- | ----- | ----- | ----- | ------ |
| 200 | NQ SP | MQ SP | EN SP | EM SP | 3/M SP | 4/M SP | 6/M SP | F SP | P SP  | TH SP | H SP | ZW SP | ZW NJ | ZW J  | LRM   | RLM    |
| 201 | ‐     | ‑     | ‒     | –     | —      | ―      | ‖      | ‗    | ‘     | ’     | ‚    | ‛     | “     | ”     | „     | ‟      |
| 202 | †     | ‡     | •     | ‣     | ․      | ‥      | …      | ‧    | L SEP | P SEP | LRE  | RLE   | PDF   | LRO   | RLO   | NNB SP |
| 203 | ‰     | ‱     | ′     | ″     | ‴      | ‵      | ‶      | ‷    | ‸     | ‹     | ›    | ※     | ‼     | ‽     | ‾     | ‿      |
| 204 | ⁀     | ⁁     | ⁂     | ⁃     | ⁄      | ⁅      | ⁆      | ⁇    | ⁈     | ⁉     | ⁊    | ⁋     | ⁌     | ⁍     | ⁎     | ⁏      |
| 205 | ⁐     | ⁑     | ⁒     | ⁓     | ⁔      | ⁕      | ⁖      | ⁗    | ⁘     | ⁙     | ⁚    | ⁛     | ⁜     | ⁝     | ⁞     | MM SP  |
| 206 | WJ    | ƒ()   | ⨉     | ,     | +      |        | LRI    | RLI  | FSI   | PDI   | I SS | A SS  | I AFS | A AFS | NA DS | NO DS  |